# الحسينات (شمال سيناء)
الحسينات إحدى قرى مركز رفح التابع لمحافظة شمال سيناء بجمهورية مصر العربية.